# Løgmanssteypið 2007
La Løgmanssteypið 2007 è stata la 53ª edizione della coppa nazionale delle Fær Øer disputata tra il 10 marzo e il 15 agosto, 2007 e conclusa con la vittoria del EB/Streymur, al suo primo titolo.

## Primo turno
| 10 marzo, 2007 |     |               |     |  |
| FS Vágar       | 8–1 | NÍF Nolsoy    |     |  |
| TB Tvøroyri    | 2–0 | B68 Toftir    |     |  |
| Undri FF       | 3–2 | MB Miðvágur   | dts |  |
| Leirvík ÍF     | 3–0 | Fram Tórshavn |     |  |

## Secondo turno
| 17 marzo 2007            |      |                          |     |
| Skála IF                 | 1–0  | FS Vágar                 |     |
| B36 Tórshavn             | 1–3  | AB Argir                 |     |
| TB Tvøroyri              | 4–0  | SÍ Sørvágur              |     |
| Nes Sóknar Ítróttarfelag | 1–2  | HB Tórshavn              | dts |
| 22 marzo 2008            |      |                          |     |
| ÍF Fuglafjørður          | 11–1 | Undri FF                 |     |
| EB Streymur              | 4–1  | B71 Sandur               |     |
| Leirvík ÍF               | 1–3  | VB Sumba                 |     |
| GÍ Gøta                  | 1–4  | Klaksvíkar Ítróttarfelag |     |

## Quarti
| 17 maggio 2007           |     |                 |              |  |
| EB Streymur              | 4–4 | ÍF Fuglafjørður | dts, dcr 5–4 |  |
| HB Tórshavn              | 4–0 | AB Argir        |              |  |
| Klaksvíkar Ítróttarfelag | 0–0 | Skála IF        | dts, dcr 5–6 |  |
| VB/Sumba                 | 3–1 | TB Tvøroyri     |              |  |

## Semifinali

### Andata
| 13 giugno 2007 |     |             |  |
| HB Tórshavn    | 3–1 | VB Sumba    |  |
| Skála IF       | 0–2 | EB Streymur |  |

### Ritorno
| 11 luglio 2007 |     |             |  |
| VB Sumba       | 0–1 | HB Tórshavn |  |
| EB Streymur    | 1–0 | Skála IF    |  |

## Finale
| Arbitro: | Eiler Rasmussen |

|                                                                                       |           |                                                                    |
| Sorin Anghel 3’ (pen) Hans Pauli Samuelsen 6’ Arnbjørn Hansen 21’ Károly Potemkin 79’ | Marcatori | 77’ Páll Mohr Joensen 80’ Rógvi Jacobsen 85’ Vagnur Mohr Mortensen |